# WAS-2112
Der Lada 112, auch VAZ-2112 genannt, ist ein Auto der Kompaktklasse in Form eines Fließhecks, als Stufenheck Lada 110 (VAZ-2110) und darauf basierenden Kombi Lada 111 (VAZ-2111) und als Lada 112 Coupé (VAZ-21123) (Basis Lada 112), vom russischen Autohersteller AwtoWAS produziert  und gebaut wurde. 
Der Lada 112 wurde Anfang 2000 eingeführt und ist, besonders im Innenraum, moderner eingerichtet als die traditionellen Automodelle von Lada. Der 112 konnte als fünftürige Schräghecklimousine oder als dreitüriges Coupé geliefert werden.
Er verfügt über einen 1,6 GTI-Motor mit knapp 90 PS (67 kW). Das Gewicht beträgt rund 1050 Kilogramm, der Gepäckraum hat ein Volumen von 344 l. Der Lada 112 hat einen Tankinhalt von 43 Litern. Die Höchstgeschwindigkeit beträgt 170 bzw. 180 km/h, der Kraftstoffverbrauch  liegt bei 7,5 Litern pro 100 Kilometern. 
Der Lada 112 wurde bis 2008 gebaut und vom Lada Priora abgelöst.

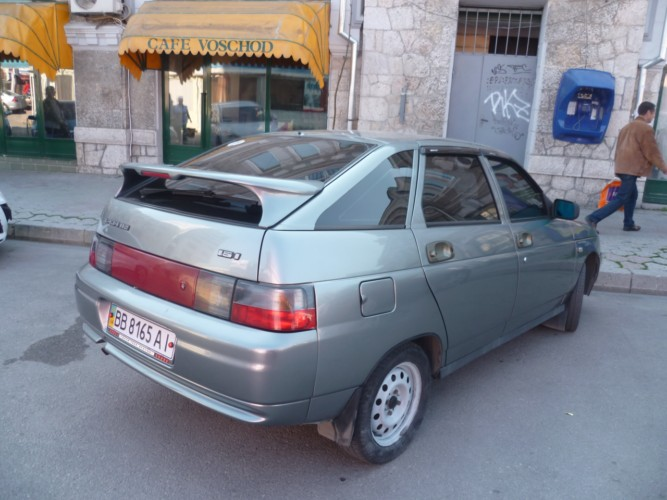
Heckansicht (1999–2008)
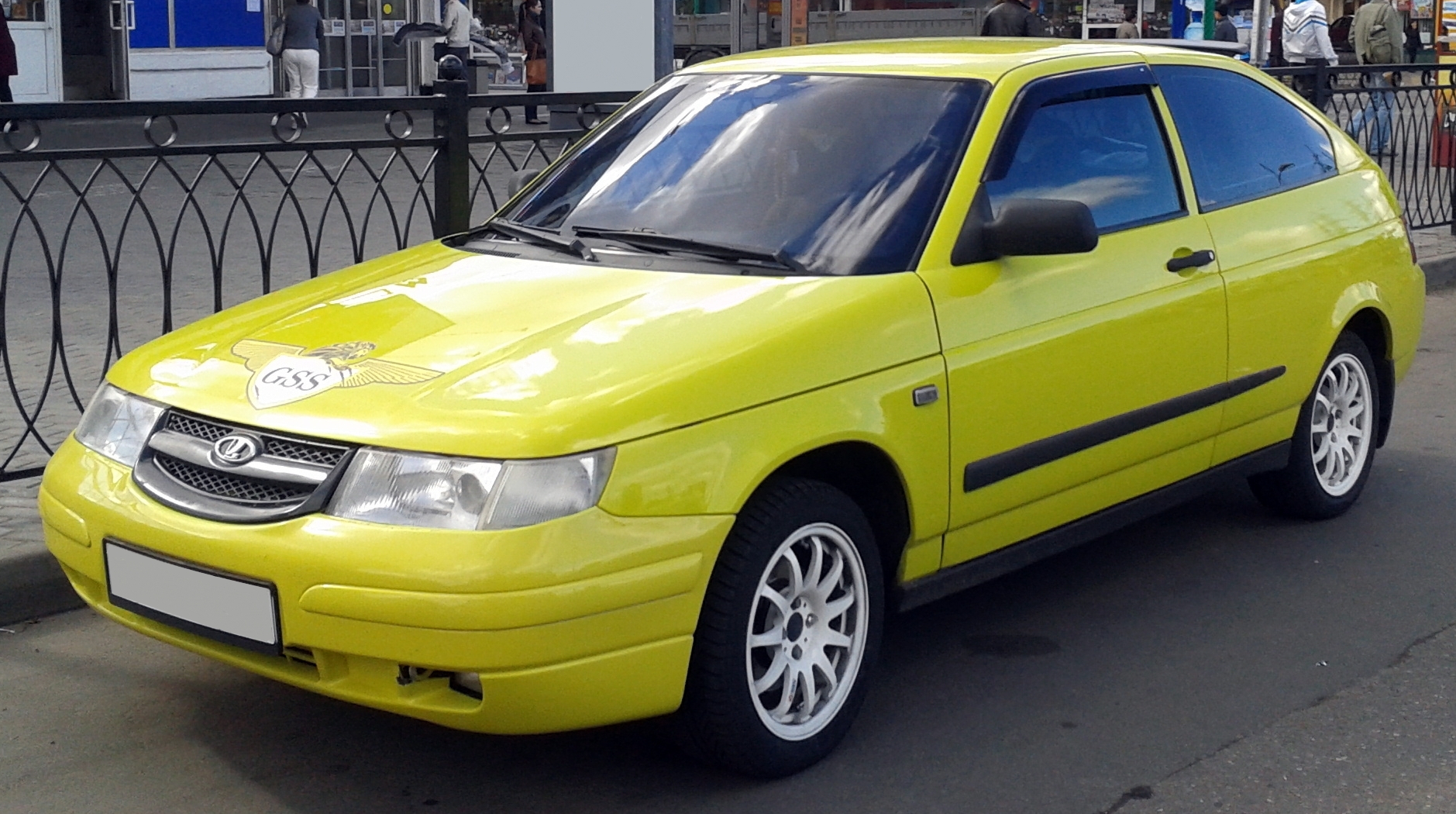
Lada 112 Coupé (2002–2009)
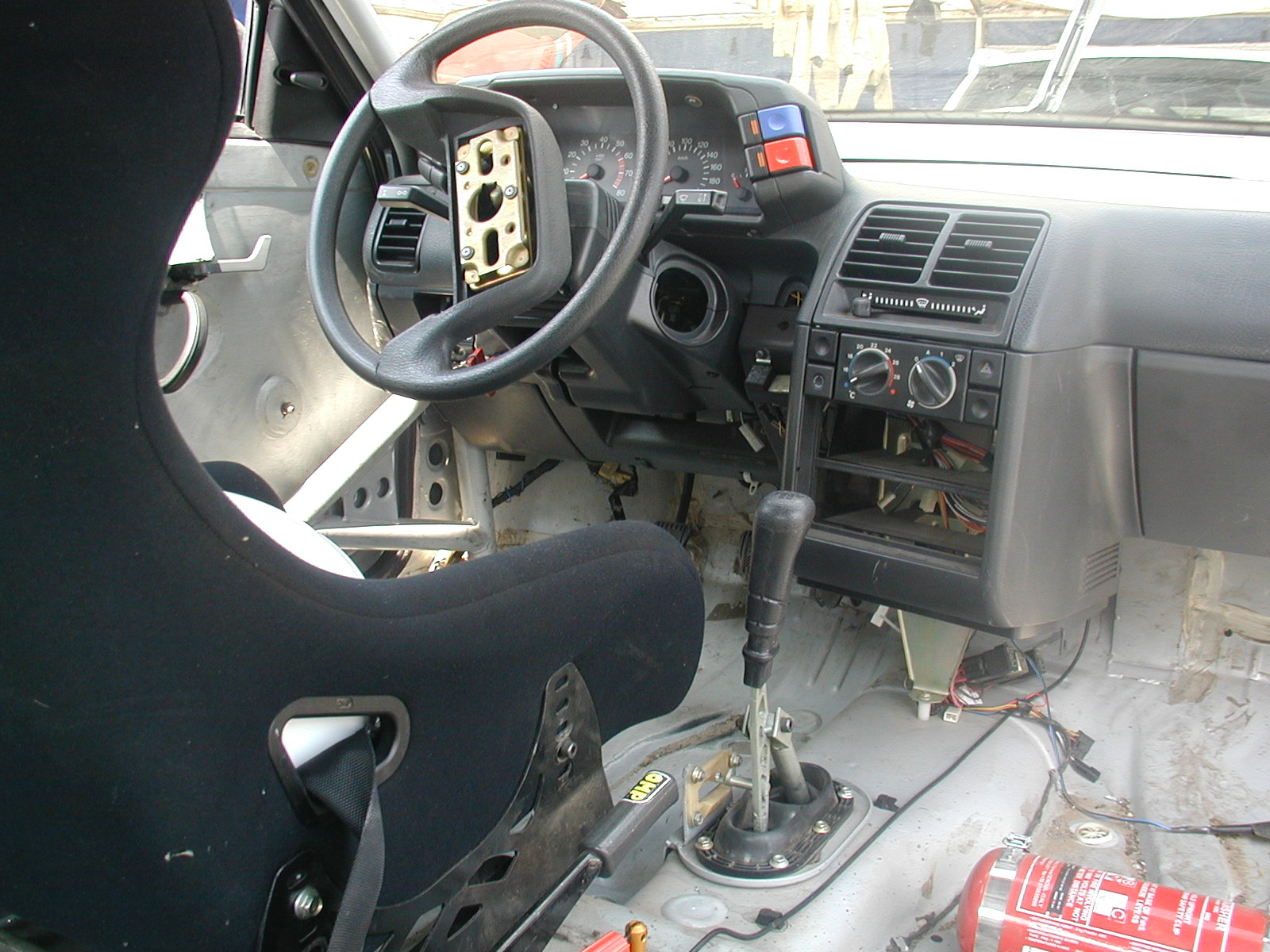
Innenraum (Rallyemodell)